# Döteberg

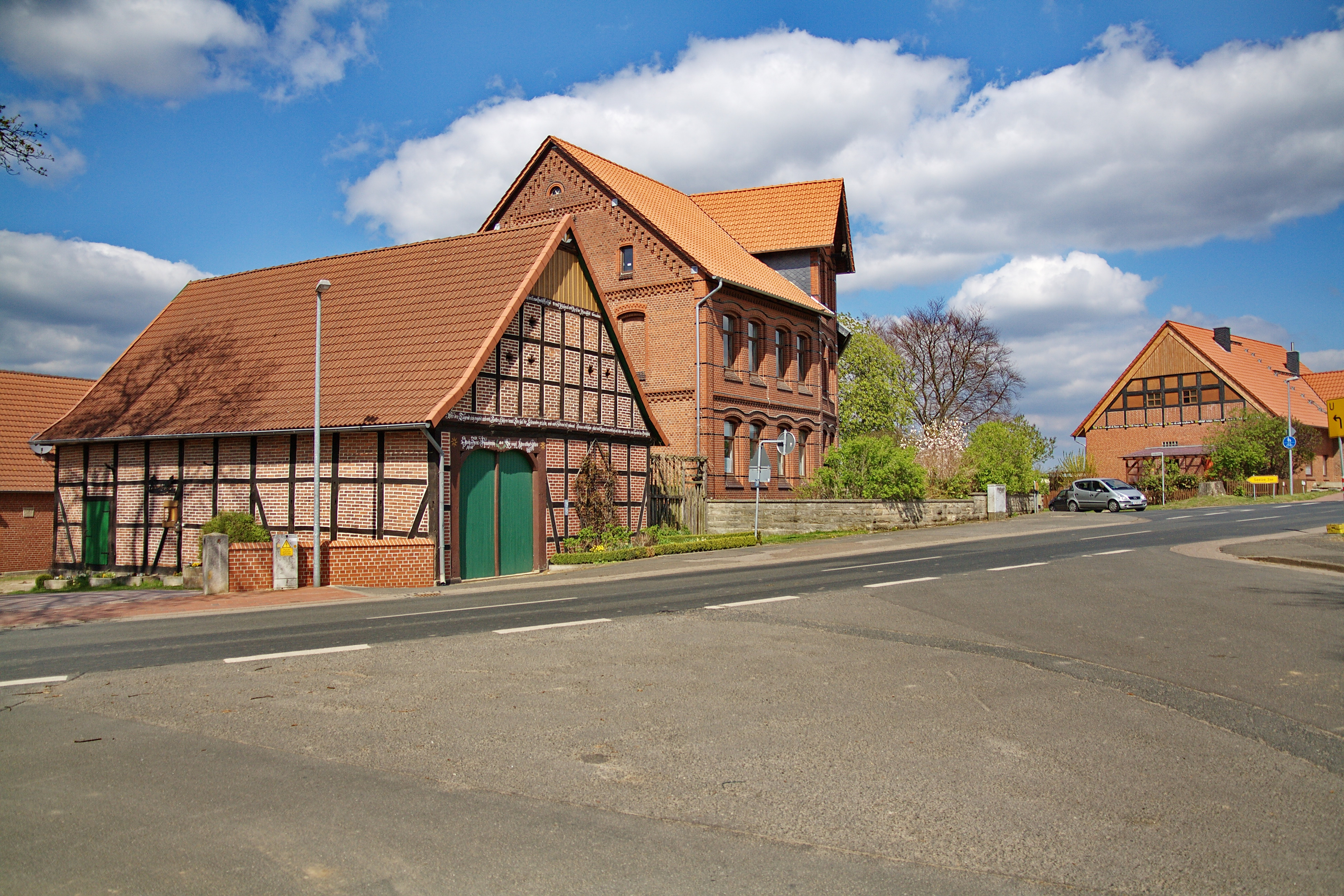
Ortsblick

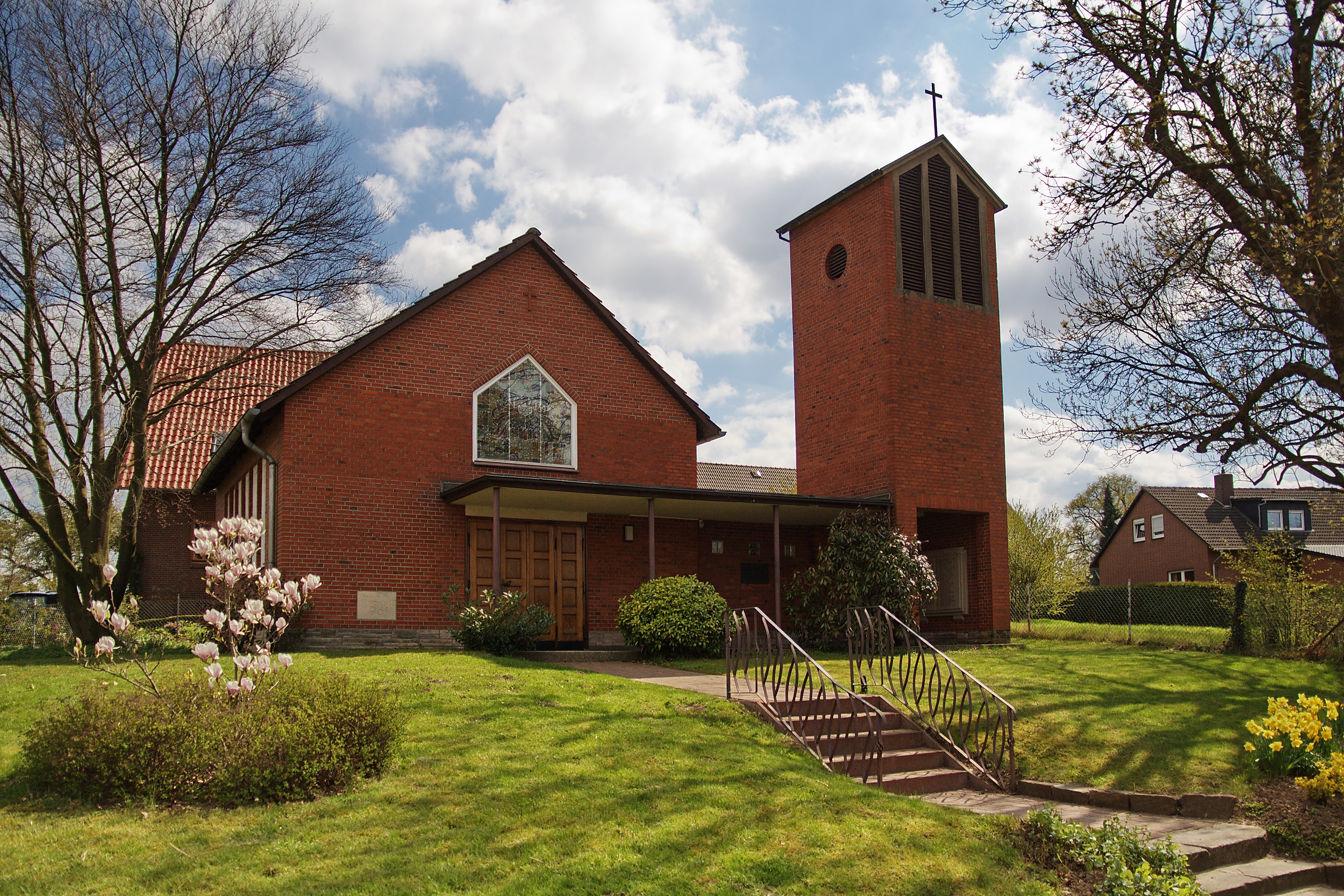
Kirche

Döteberg ist ein Dorf und südlicher Ortsteil der niedersächsischen Stadt Seelze in Deutschland.
Nachbarorte sind im Norden die Kernstadt Seelzes, im Osten Harenberg, im Süden Lenthe und im Westen Kirchwehren.

## Geschichte
Der Ortsname wird strittig entweder auf altsächsisch diet = Volk oder indogermanisch teu = Schwellung, Erhebung, Hügel und damit letztlich in beiden Fällen auf „Leute am Berg“ zurückgeführt.
Eine erste urkundlich belegte Erwähnung für Döteberg um 1106 ist nicht vollständig gesichert. Auf einen früheren Kapellenstandort im Ort aus der Zeit der christlichen Missionierung weisen alte Flurnamen hin.
Döteberg wurde am 1. März 1974 eine der elf Ortschaften der Großgemeinde Seelze. Am 1. März 1977 wurde Seelze zur Stadt erhoben und damit Döteberg zum Stadtteil.

## Politik

### Ortsrat
Ortsvorsteher ist Robert Kreimeyer.

### Wappen
Im silbernen Felde ein schräg rechts liegender, zu beiden Seiten verhauener, dürrer Baumstamm in Schwarz, oben dreimal, unten zweimal abwechselnd geastet.

## Wirtschaft und Infrastruktur
Zwei Buslinien des Großraum-Verkehrs Hannover (GVH) verbinden Döteberg mit anderen Seelzer Stadtteilen sowie mit Nachbarorten. Der Ort ist über die K 251 mit den Ortsteilen Harenberg sowie Kirchwehren und via K 252 mit dem Stadtkern Seelzes verbunden.

## Persönlichkeiten
- Wilhelm Heitmüller (1869–1926), evangelischer Theologe